# 신기한 아파트 웨인
《신기한 아파트 웨인》(영어: Welcome to the Wayne 웰컴 투 더 웨인[*])는 빌리 로펜즈가 창작하고 니켈로디언에서 방영하는 미국의 TV 애니메이션 시리즈이다.

## 등장인물
- 올리 팀버스-10살, 남. 말이 빠르고 주의력 결핍이 보임.

- 샤랄라인 팀버스-7살, 여. 올리 팀버스의 여동생임.

- 앤씨 몰리나-10살, 남. 침착하고 이성적으로 생각함.